# Lin-csi
Lin-csi Ji-hszüan (臨濟義玄, Linji Yixuan, japánul 臨済義玄, Rinzai Gigen) (? – 867) kínai csan buddhista szerzetes, apát, ismert meghökkentő stílusáról. A Japánban rinzai zenként ismert iskolát eredeztetik tőle.

## Élete
A Hopej (Hebei) tartománybeli Nanhua faluban született, családi neve Hszing Ji-hszüan (Xing Yixuan). Már fiatalon szerzetesnek állt, a kínai buddhizmus iskolái között a csanban találta meg a maga egyéniségének megfelelőt. Több kolostorban is járt, majd eljutva délre Huang-po (Huangbo) mester tanítványa lett. Mikor Huang-po (Huangbo) 850-ben elhunyt, visszatért északra, híres tanítóvá vált és hamarosan elnyerte a Hu-to folyó (滹沱河, Hutuo folyó) partján álló, Pekingtől nem messze fekvő Lin-csi (Linji) kolostor apáti rangját. A kolostor nevének jelentése a rév szomszédsága, s innen vette szerzetesi nevét is.
A környékbéli hadurak csatározásai és a megszaporodó rablótámadások miatt el kellett hagynia a folyópartot. A kolostort egy közeli kisvárosba vitték át egy Vang Sao-jin (Wang Shaoyin) nevű mandarin támogatásával, a nevet azonban, a rév szomszédsága, megtartották. Lin-csi (Linji) élete vége felé a Hszing-hua (Xinghua) kolostorba költözött át, majd itt is halt meg 867. február 18-án. Úgy tartják, miután székében ülve befejezte beszélgetését az egyik tanítvánnyal, legyintett egyet mind a tíz égtáj felé, megigazította ruháját, és csendben elhunyt.

### Utóélete
Tanításait sikerrel Mjóan Eiszai mester tudta meghonosítani Japánban, aki Kínából 1191-ben tért vissza. Az iskola neve Lin-csi (Linji) nevének japán olvasata után rinzai lett, és idővel az egyik legnépszerűbb zen irányzattá vált a szigetországban.
Magyarul Sári László (József Attila-díjas magyar tibetológus, író, műfordító, könyvkiadó, rádiós szerkesztő) írt Su-la-ce írói néven több kötetet is, melyekben Lin-csi életét dolgozza föl anekdotikus stílusban. A kötetek magyar, német és cseh nyelven egyaránt megjelentek.

## Magyarul kiadott írásai
- Reggeli beszélgetések Lin-csi apát kolostorában (Magyar Könyvklub 1999-2004, Írás Kiadó 2005) (németül és csehül is)
- Su-la-ce: Reggeli beszélgetések Lin-csi apát kolostorában; közreadja Sári László; Magyar Könyvklub, Budapest, 1999
- Su-la-ce: Az ifjú Lin-csi vándorlásai; közreadja Sári László; Írás, Budapest, 2004
- Feljegyzések Lin-csiről; közreadja Sári László; Kelet, Budapest, 2011
- Su-la-ce: Reggeli beszélgetések Lin-csi apát kolostorában; közreadja Sári László; Kelet, Budapest, 2013
- Su-la-ce: Az ifjú Lin-csi vándorlásai; közreadja Sári László; Kelet, Budapest, 2014
- Sári László (Su-la-ce): Lin-csi apát minden szava; Európa Kiadó, Budapest, 2017